# Лина Пејовска
Лина Пејовска (22. јун 2002, Скопље) македонска је певачица.
Учествовала је у такмичењу Пинкове звездице. Године 2018. учествовала је на македонском националном такмичењу за представника Северне Македоније на Песми Евровизије. Била је у финалу хрватске емисије Звијезде - Љетњи хит. Нека те боли и Ако ме волиш постају радијски хитови у региону.
Осваја признање Најбољи поп певач на гала концерту „Каунас талент”. Учествује на више међународних фестивала, добила је и златни Гран При.

## Дискографија

### Синглови
- Ако ме волиш (2018)
- Топло ладно (2018)
- Нема (2018)
- Одлучи се (2018)
- Јас те губам (2021)
- Зора је (2022)
- Нека те боли (2022)